# Ciril Mravlja
Ciril Mravlja, slovenski gradbeni inženir in  gospodarstvenik, * 15. julij 1912, Logatec,+  4. junij 1996 Ljubljana.

## Življenje in delo
Leta 1938 je diplomiral na gradbenem oddelku ljubljanske tehniške fakultete. Po končani vojni je najprej postal direktor gradbenega podjetja Gradis, nato Uprave za ceste Ljudske republike Slovenije, v letih 1954−1959 pa investicijske skupine za izgradnjo nove ceste Ljubljana-Zagreb. V letih 1959-1975 je bil direktor Združenega železniškega transportnega podjetja v Ljubljani. Njegov prispevek je pomemben zlasti pri uveljavljanju novega koncepta gospodarjenja na železnici, ki se je razvila v poslovno železniško organizacijo ter preusmerila v tržno gospodarjenje. Med drugimi železniškimi progami ukinil progi Kranj - Tržič in Jesenice - Rateče-Planica in naprej do italijanske meje proti Trbižu. Leta 1971 je prejel Kraigherjevo nagrado. Ing. Mravlja je nosilec partizanske spomenice 1941